# Abaliget
Abaliget (Paplika) – miejscowość i gmina na Węgrzech. Położona w komitacie Baranya, w powiecie Pécs, na północny zachód od miasta Pecz (Pięciukościołów). Gmina liczy 618 mieszkańców (I 2013) i zajmuje obszar 16,09 km²; przy gęstości zaludnienia 38,4 os./1 km².
Znana ze wspaniałej stalaktytowej groty (pieczara Abaligecka) długości 950 m, z której wypływa strumień. Jest to jednocześnie znane od XIX w. stanowisko archeologiczne (znaleziono w niej wielkie ilości kości zwierzęcych i ludzkich oraz ślady murów).

## Współpraca
Miejscowość partnerska:
- Knonau, Szwajcaria